# Rhadinopus kurivana
Rhadinopus kurivana är en måreväxtart som beskrevs av Colin Ernest Ridsdale. Rhadinopus kurivana ingår i släktet Rhadinopus och familjen måreväxter. Inga underarter finns listade i Catalogue of Life.